# Peter Thimister
Peter Thimister (* 9. Mai 1886 in Aachen; † 1975 in Berlin) war ein deutscher Architekt. Er war in der ersten Hälfte des 20. Jahrhunderts vor allem in Berlin tätig. Thimister war Mitglied des Bundes Deutscher Architekten (BDA) und prägte mit Wohnbauten zwischen sozialreformerischer Moderne und großbürgerlicher Repräsentation die Berliner Architektur der Zwischenkriegszeit.

## Leben
Peter Thimister wurde in Aachen als sechstes Kind einer Handwerkerfamilie geboren. Sein Familienname verweist auf den belgischen Ort Thimister in der Wallonie. Nach dem Schulbesuch absolvierte er eine praktische Ausbildung im Bauwesen, u. a. bei Friedrich Pützer. Um 1908 zog Thimister nach Berlin, wo er zeitweise mit anderen gebürtigen Aachenern und später prominenten Architekten wie Ludwig Mies van der Rohe in Kontakt stand.
Er war an Wettbewerben zur Gartenstadtbewegung beteiligt und bewohnte selbst eines der seltenen „Einküchenhäuser“ von Hermann Muthesius in Berlin-Lichterfelde, ein avantgardistisches Wohnmodell ohne eigene Küchen in den Wohnungen. Gemeinsam mit dem befreundeten Architekten Ferdinand Goebbels entwarf er 1911 einen Erweiterungsbau für diese Anlage.
1912–13 studierte Thimister an der Unterrichtsanstalt des Kunstgewerbemuseums Berlin bei Bruno Paul. In dessen Stil entstanden erste bemerkenswerte Bauten im Berliner Stadtteil Dahlem, darunter die neoklassizistische Villa Philipp (1912) und das Haus Gerstel (1913–14). Diese Gebäude verbinden klassizistische Formensprache mit gestalterischer Zurückhaltung und funktionaler Wohnqualität. Hermann Muthesius veröffentlichte in seinen Büchern diese Bauten von Thimister.

## Hauptwerke
Zu Thimisters bedeutendsten Arbeiten zählt die Villa Brinn in Berlin-Westend (1921–23), ein luxuriöser Villenkomplex im neobarocken Stil mit weitläufiger Gartenanlage, entworfen für den Unternehmer und Kunstsammler Heinrich Richard Brinn. Thimister pflegte eine enge persönliche Beziehung zum Bauherren Brinn und dessen Ehefrau Paula. Er arbeitete für den Barockgarten mit dem Gartenarchitekten Erwin Barth zusammen. Villa Brinn war das unmittelbare Nachbarhaus des Hauses der Eheleute Marlene und Hans Poelzig. Brinn wurde als jüdisch stämmiger Berliner nach 1933 aus seiner Firma Warnecke & Böhm gedrängt und später in Auschwitz ermordet. Die Anlage seiner Villa wurde später zerstört.
In den 1920er Jahren beschäftigte sich Thimister zudem mit theoretischen Fragen des Städtebaus. Gemeinsam mit dem Arzt Heinrich Dehmel, dem Sohn des Dichters Richard Dehmel, veröffentlichte er 1926 den utopischen Entwurf einer „Hochhaus-Parksiedlung“ in der Bauwelt, einer ringförmigen Idealstadt mit Hochhäusern und sozial differenzierter Wohnstruktur. Der Entwurf, beeinflusst von der Gartenstadtbewegung und der modernen Hochhausdebatte, wurde vielfach rezipiert, unter anderem von Ernst Neufert in dessen Bauentwurfslehre.

## Spätere Jahre
Thimister beteiligte sich an der „Juryfreien Kunstschau Berlin“ 1927 mit dem Entwurf eines expressionistischen Kirchenraums. In den 1930er Jahren wandte er sich kleineren Bauaufgaben zu. 1935 errichtete er ein heute denkmalgeschütztes Wohnhaus im Heimatschutzstil für den Arzt Albert Pomper in Berlin-Reinickendorf. Außerdem entwarf er 1932 den Plan für das Eigenheim Erwin Barths (nicht realisiert). Nach 1933 stellte er sich auch in den Dienst Nationalsozialistischer Bauherren, so beispielsweise beim Umbau des Heimatmuseums in Schwiebus, heute Świebodzin in Polen.
Thimister lebte bis in die 1970er Jahre in Berlin und zog sich später weitgehend aus der Öffentlichkeit zurück.

## Bedeutung
Peter Thimister war ein vielseitiger Architekt, der zwischen progressiver Sozialutopie und großbürgerlicher Repräsentation operierte. Sein Werk reicht von visionären Stadtentwürfen über gediegene Villenarchitektur bis zu Ausdrucksformen religiöser Baukunst. Er war ein Schüler Bruno Pauls und bewegte sich im Umfeld des frühen Mies van der Rohe. Thimisters Arbeiten wurden von Zeitgenossen wie Hermann Muthesius und Ernst Neufert anerkannt und publiziert.